# کارل چرنی
کارل چِرنی (به آلمانی: Carl Czerny)‏ (تلفظ آلمانی: [karl ˈtʃɛrni])‏ (۲۱ فوریهٔ ۱۷۹۱ – ۱۵ ژوئیهٔ ۱۸۵۷) نوازنده پیانو، مدرس موسیقی و آهنگ‌ساز چکسلواکی‌الاصل اهل اتریش بود.
او در ۱۰سالگی در حضور لودویگ فان بتهوون، آهنگ‌ساز بزرگ، سونات شماره ۸ پیانو (پاتتیک) او را اجرا کرد و آنچنان بتهوون را تحت تأثیر قرار داد که او را به شاگردی پذیرفت.
چرنی بیش از ۱۰۰۰ اثر موسیقی ساخت. کتاب‌های او امروزه نیز در زمینهٔ آموزش نوازندگی پیانو منتشر می‌شوند و بسیار پرفروش‌اند.

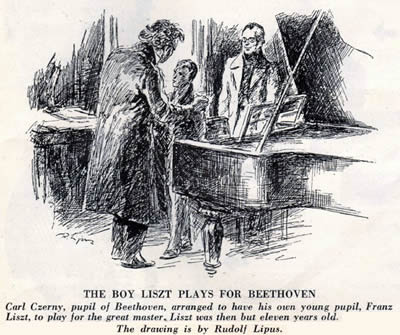
کارل چرنی در حال معرفی فرانتس لیست به لودویگ فان بتهوون. اثر